# Плимак, Евгений Григорьевич
Евге́ний Григо́рьевич Плима́к (1 июня 1925 года, Москва — 16 января 2011 год, там же) — советский и российский историк, специалист в области социальной философии, истории российского освободительного движения и русской общественной мысли, знаток Радищева и Чернышевского. Доктор исторических наук.

## Биография
Участник Великой Отечественной войны в 1943—1945 годах, воевал в пехоте и танковых войсках. Член ВКП(б) с 1949 года.
Окончил философский факультет МГУ (1953) и аспирантуру там же (1956). Кандидатская диссертация «Проблема генезиса революционных идей в русской антифеодальной идеологии второй половины XVIII века» (1963), докторская — «Становление и развитие пролетарского революционного сознания от Великой Французской революции до Октября» (1986).
Работал референтом академика А. М. Деборина. Был сотрудником журнала «История СССР», заведующий его отделом «История СССР за рубежом». В разные годы являлся старшим, ведущим, главным научным сотрудником Институт истории АН СССР, ИФ АН СССР, Институт международного рабочего движения АН СССР и др. В последние годы был главным научным сотрудником Института социологии РАН.
Был женат на Марии Васильевне Коробковой. Дочь Марина замужем за историком В. А. Козловым.

## Научная деятельность
Основными темами в работах Е. Г. Плимака были: формационное членение исторического процесса и его относительность; антиномичность содержания революционной мысли в эпохи исторических коллизий; Термидор и самотермидоризация как качественные отличия революций XVIII и XX веков; смена парадигмы развития в эпоху общего кризиса цивилизации; революция и модель; методология истории; отечественная общественная мысль XVIII—XX веков, русская классическая литература и революции в России.

### Основные работы
Книги
- Плимак Е. Г., Карякин Ю. Ф. Мистер Кон исследует «русский дух». М.: Соцэкгиз, 1961 (2-е изд. 1966);
- Плимак Е. Г., Карякин Ю. Ф. Запретная мысль обретает свободу: 175 лет борьбы вокруг идейного наследия А. Н. Радищева. М.: Наука, 1966;
- Бородай Ю. М., Келле В. Ж., Плимак Е. Г. Наследие Карла Маркса и проблемы теории общественно-экономической информации. М.: Политиздат, 1974;
- Володин А. И., Карякин Ю. Ф., Плимак Е. Г. Чернышевский или Нечаев? О подлинной и мнимой революционности в освободительном движении России 50—60-х гг. XIX в. М.: Мысль, 1976;
- Володин А. И., Плимак Е. Г. Как развивается общество. М., 1982 (6-е изд. 1988);
- Плимак Е. Г. Революционный процесс и революционное сознание. М.: Политиздат, 1983;
- Пантин И. К., Плимак Е. Г., Хорос В. Г. Революционная традиция в России (1783—1883). М.: Мысль, 1986;
- Плимак Е. Г. Политическое завещание В. И. Ленина: истоки, сущность, выполнение. М.: Политиздат, 1988. — 142 с. ISBN 5-250-00205-6 (книга переиздана в 1989 и 1990 гг.);
- Пантин И. К., Плимак Е. Г. Драма российских реформ и революций: сравнительно-политологический анализ. М.: Весь мир, 2000;
- Плимак Е. Г. Политика переходной эпохи. Опыт Ленина. — М.: Весь мир, 2004. — 320 с. — ISBN 5-7777-0298-8.
- Плимак Е.Г. На войне и после войны (Записки ветерана). — М.: Весь мир, 2005. — 200 с. — ISBN 5-7777-0325-9.

Статьи
- Карякин Ю. Ф., Плимак Е. Г., Филиппов Л. А. О произвольном обращении с источниками // Вопросы истории. 1955. № 9;
- Карякин Ю. Ф., Плимак Е. Г., Филиппов Л. А. Какой России принадлежал А. А. Антонский? // Вопросы истории. 1956. № 9;
- Карякин Ю. Ф., Плимак Е. Г. Нечаевщина и её современные буржуазные «исследователи» // История СССР. 1960. № 6;
- Игрицкий Ю. И., Плимак Е. Г. Питомник клеветников (Русский исследовательский центр в Гарварде) // История СССР. 1961. № 5;
- Злоключения буржуазной компаративистики (к вопросу о характере политических концепций А. Н. Радищева и Г. Рейналя) // История СССР. 1963. № 3;
- Плимак Е. Г., Володин А. И. Новые материалы о Радищеве и Герцене // История СССР. 1964. № 1;
- Что открыл Георгий Шторм? // История СССР. 1966. № 1;
- Маркс, Энгельс и Россия. Заметки о современной буржуазной историографии // История СССР. 1966. № 4;
- Радищев и Робеспьер // Новый мир. 1966. № 6;
- Бородай Ю. М., Келле В. Ф., Плимак Е. Г. Наследие Карла Маркса и некоторые методологические проблемы исследования докапиталистических обществ и генезиса капитализма // Принцип историзма в познании социальных явлений. М., 1972;
- Козлова М. Е., Плимак Е. Г. Явление чрезвычайно важное и любопытное (об исторической библиотеке Чернышевского) // История СССР. 1978. № 5;
- К спору о политической позиции «позднего» Белинского // История СССР. 1983. № 2;
- Новое мышление и пути социального обновления мира // Вопросы философии. 1987. № 6;
- Джаксон Т. Н., Плимак Е. Г. Некоторые спорные проблемы генезиса русского феодализма (в связи с изучением и публикацией в СССР «Разоблачений: дипломатической истории XVIII века» К. Маркса) // История СССР. 1988. № 6;
- Козлов В. А., Плимак Е. Г. Концепция советского термидора // Знамя. 1990. № 7;
- Возможен ли синтез разорванного общественного сознания // Философские науки. 1991. № 2;
- Трагедия Радищева: столетие «безумно и мудро» // Свободная мысль. 1991. № 15;
- Не рано ли нам хоронить марксизм? // Общественные науки и современность. — 1991. № 5;
- Драма реформ и революций. Школа Шлоссера-Чернышевского, марксизм и современность // Свободная мысль. 1992. № 11;
- От смуты к смуте. Россия в тупике «догоняющего развития» // Октябрь. 1993. № 1;
- 1914-1918, 1939—1945? …? (недоступная ссылка) // Политические исследования. 1995. № 3;
- Русский термидор; измерение 1917 и 1985 // Век XX и мир. 1996. № 2;
- Главная альтернатива современности // Свободная мысль. 1996. № 8;
- Накануне страшной даты: к 60-летию процесса Тухачевского // Октябрь. 1997. № 2;
- Надо основательно прочистить мозги (К 50-летию философской дискуссии 1947 года) // Вопросы философии. 1997. № 7;
- Две революции, две точки зрения // Свободная мысль. 1997. № 10;
- Непредвиденные результаты. Столетие социалистического движения в России // Свободная мысль. 1998. № 4;
- Антонов В. С., Плимак Е. Г. «Тайна» заговора Тухачевского (невостребованное сообщение советского разведчика) // Отечественная история. 1998. № 4;
- Идеи, не воплотившиеся в жизнь (о книге С. В. Тютюкина «Г. В. Плеханов. Судьба русского марксиста») // Отечественная история. 1999. № 2;
- Антонов В. С., Плимак Е. Г. «Факты, которыми мы на сегодня располагаем, внушительны»: о книге «Был ли Сталин агентом охранки?» // Отечественная история. 2001. № 2;
- Антонов В. С., Плимак Е. Г. 1 декабря 1934-го: трагедия Кирова и трагедия Советской России // Отечественная история. 2004. № 6;
- Поэт А. Твардовский и Верховный в годы Великой Отечественной и после неё // Отечественная история. 2006. № 3;
- Плимак Е. Г., Сабурова Т. А. «Русская идея» Николая Бердяева как наследие русской интеллигенции? // Вопросы философии. 2006. № 9;
- Как писался и печатался «Василий Тёркин» // Континент. 2008 № 138;
- А. И. Володин: жизненный путь, личность, круг интересов // Вопросы философии. 2008. № 11.